# 제1차 세계복음화국제대회

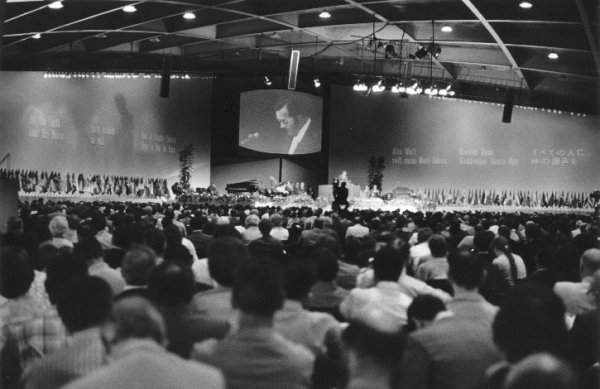
1974년 로잔대회

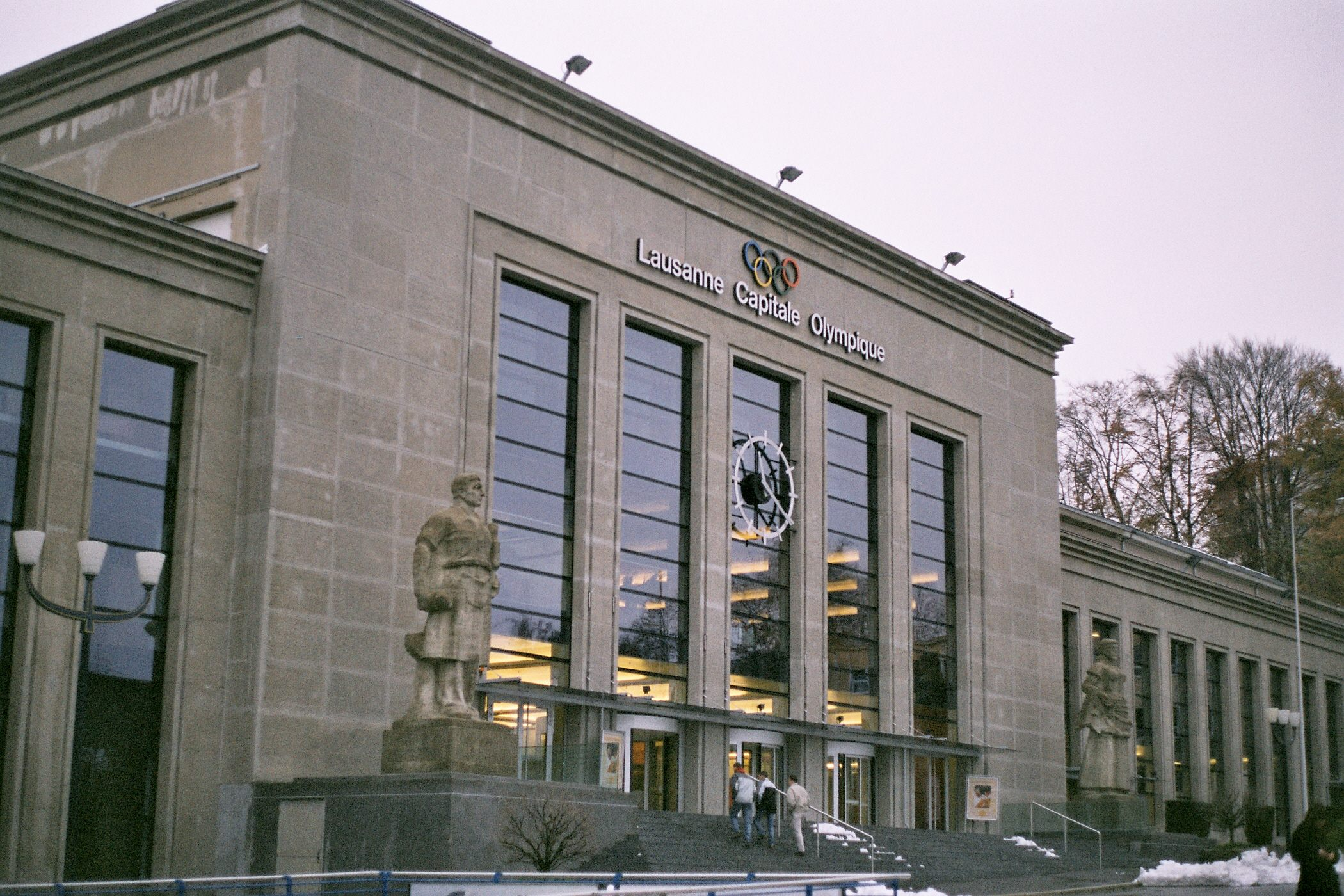
팔레 드 볼리외 센터, 로잔

제1차 세계복음화국제대회(영어: The First International Congress on World Evangelization)혹은 로잔회의(로잔대회) 또는 로잔 '74(로잔운동)라고도 불리는 제1회 세계복음화 국제회의(ICOWE)는 1974년 7월 16일부터 25일까지 스위스 로잔 팔레 드 볼리외에서 열린 기독교 회의이다. 이 회의는 현대 복음주의 기독교의 주요 문서 중 하나인 로잔 언약을 만든 것으로 유명한다. 이 언약의 초안 작성 위원회는 영국의 존 스토트가 이끌었다. 이 운동은 1910년 세계선교대회의 발자취를 따르고 있다고 주장한다.

1910년 세계선교대회(에딘버러 선교대회), 우측 중앙 사회자로부터 2번째에 앉아 있는 존 모트와 중앙테이블 좌측에 배석한 사무엘 마펫

## 역사
로잔운동의 이야기는 복음전도자 빌리 그래함(Billy Graham)과 함께 시작됩니다. 국제 설교 사역의 시작과 함께 그래함의 마음속에는 ‘세계복음화라는 공동의 과업을 위해 모든 복음주의자를 하나로 결집하는 일’에 대한 열정이 점차 자라났습니다.
1970년대, 빌리 그래함은 정치적, 경제적, 지성적, 그리고 종교적 격변이 일어나고 있는 세상 속에서 기독교 선교의 의미를 다시금 정립하는 국제 대회의 필요성을 느꼈습니다. 왜냐하면 그래함은 교회가 사회의 급속한 변화 이면에 숨겨진 사상이나 가치를 파악해야 한다고 믿고 있었기 때문이었습니다. 1974년 7월 150개국, 2,400명이 넘는 참가자들이 스위스 로잔에 있는 팔레 드 볼리외에 모여 세계복음화를 위한 국제대회를 개최했습니다. 타임지는 이 대회를 ‘아마도 지금껏 개최되었던 어떤 모임들보다도 가장 광범위했던 놀라운 모임’일 것이라고 평했습니다.
이 대회에 참석한 대표들은 하나님의 임재와 세계 선교를 위한 기도와 논의로 충만했던 10일간의 시간을 감사한 마음으로 기억하고 있습니다. 이 대회는 크게 세 가지 측면에서 교회에 활력을 불어넣었습니다:

### 1. 세계 선교를 위한 신학적 기초
존 스토트(John Stott)가 의장직을 맡았던 국제 위원회가 초안을 작성한 로잔 언약은 현대 교회 역사에서 가장 중요한 문서 중 하나로 평가받아 왔습니다. 복음 전도의 필요성과 목적이 무엇인지 규정하는 로잔 언약은 각기 다른 배경을 지닌 복음주의자들의 연합을 끌어냈고, 20세기 말 그들의 선교적 노력에 큰 영향을 끼쳤습니다.

### 2. 미전도 종족
‘선교학의 중대 사건 중 하나’로 꼽히는 랄프 윈터(Ralph Winter)의 1974년 로잔대회 기조 연설은 오늘날 사용하고 있는 ‘미전도 종족’ 개념을 소개했습니다. 윈터는 타문화권 선교가 교회의 우선적인 사역이 되어야 한다고 주장했습니다. 왜냐하면 단 한 명의 그리스도인이나, 모국어로 된 성경이 존재하지 않는 수천의 민족 집단들이 여전히 남아있었기 때문이었습니다.

### 3. 통전적 선교
제1차 로잔대회는 복음전도와 사회 정의 모두가 선교 사역에 필요하다고 역설했습니다. 두 명의 라틴 아메리카 신학자인 사무엘 에스코바(Samuel Escobar)와 르네 빠디야(Rene Padilla)는 이에 관해 가장 분명한 목소리를 냈습니다. 로잔대회의 이런 강조는 당대 복음주의자들의 사고에 중대한 인식 변화를 끌어 냈으며, 1974년 로잔대회로 인해 총체적 – 혹은 전인적 – 선교개념이 오늘날 널리 수용되었습니다.

## 로잔언약의 소개
로잔대회에서 발표한 로잔언약은 《언약》(Covenant)이 원제이며 초안은 로잔대회가 열리기 전에 주요 강사들의 발제문을 근거로 작성되었다. 두 번째 초안은 초안심사위원회에서 개정되었으며, 서문은 다음과 같다.
 우리는 150여 나라에서 모인 예수 그리스도의 교회에 속한 회원으로서(중략)하나님이 우리 시대에 행하시는 일에 깊은 감동을 받고 우리가 저질러 온 갖가지 잘못을 회개하며, 아직 미완성으로 남아있는 복음화의 사명에 도전을 받는다. 우리는 복음이 온 세상을 위한  하나님의 좋은 소식임을 믿으며, 이 복음을 온 인류에게 선포해 모든 민족을 제자로 삼으라고 하신 그리스도의 명령에 순종할 것을 그 분의 은혜로 결단한다.

또한 로잔언약에서는 현대 복음주의(신복음주의)가 노예제 해방등 사회참여를 활발히 했던 근대 복음주의자(전통적 복음주의)들과는 달리 사회참여를 소홀히 했다는 비판을 수용하였다. 로잔언약 작성자들은 제5항에 사회참여의 당위성에 대한 언급과 사회참여소홀에 대한 반성을 포함시켰으며, 9항에서는 복음화의 중요성에 대한 언급과 함께,빈곤은 정의가 없는 사회제도가 만든 것으로 그리스도인은 빈곤퇴치에 참여해야 한다고 역설하였다.
우리는 하나님이 모든 사람의 창조주이시며 심판주임을 믿는다. 그러므로 우리는 인간사회 어디서나 정의와 화해를 이루시고 인간을  모든 종류의 억압에서 구원하시는 하나님의 관심에 동참해야 한다. 우리가 그동안 (억압받는 자에 대한 하나님의 관심을) 등한시 여긴 것과 복음전도와 사회참여를 서로 상반되는 것으로 잘못 생각한 것을 회개한다.(로잔언약 5장 일부)

인류의 3분의 2가 넘는 27억 명 이상의 인구가 아직도 복음화되어야 한다. 우리는 수백, 수천명의 사람들이 빈곤속에 있다는 사실에 충격을 느끼고 있으며, 빈곤을 만들어내는 불의에 분노한다. 우리 가운데 풍요한 환경에 있는 사람들은 생활양식을 소박하게 변화시켜야 할 의무를 기꺼히 받아들여야 하며, 그러한 변화를 통해 빈곤퇴치와 복음전도에 더 많이 공헌해야 할 것이다.(로잔언약 9장 일부)

## 로잔회의와 한국교회
제1차 세계복음화국제대회 당시 의장은 미국 침례교의 빌리 그레이엄 목사였고, 참석자는 150여개국에서 온 3천명의 각국 대표들이었다. 제3세계에서도 참여한 대회 참석자들은 '온 땅이 주님의 음성을 듣게 하라'(Let the earth hear His voice)는 주제로 토론을 벌였다. 제2차 국제대회는 필리핀 마닐라에서 1989년에, 제3차 국제대회는 남아프리카공화국 케이프타운에서 2010년에 열렸다. 현재는 한국계 미국인인 마이클 오가 국제 총재를 맡고 있고, 한국 로잔위원회는 온누리 교회의 이재훈 목사가 의장을 맡고 있다.(2017년 기준)
2024년 9월 인천송도에서 제4차 국제 총회가 열렸다.